# Lyle and Scott
Lyle & Scott è un marchio di maglieria scozzese di Hawick storicamente noto per la sua maglieria da golf.

## Storia
Lyle & Scott è stata fondata nel 1874 nella città scozzese di Hawick da William Lyle e Walter Scott con un prestito di £ 800. L'archivio dei designer di Lyle & Scott, con i suoi 125 anni di storia, include modelli di Christian Dior e Michael Kors.
Il marchio ha introdotto la sua gamma da golf nel 1967, che è stata rapidamente adottata dai migliori golfisti come Tony Jacklin, Gary Player e Greg Norman, nonché da appassionati di golf come Bob Hope, Gareth Ford e Ronnie Corbett, quest'ultimo solitamente sfoggia un maglioncino Lyle & Scott durante i suoi monologhi su The Two Ronnies. Lyle e Scott ricevettero un mandato reale di nomina dal Duca di Edimburgo nel 1975.

### Fascino moderno
Nel 2001, Lyle & Scott è stata acquisita e la sua sede è stata trasferita a Londra.
Il ringiovanimento del marchio può essere fatto risalire al 2003 con il lancio della collezione 'Vintage' con il suo logo 'Golden Eagle'. È stato ripreso da una selezione di presentatori televisivi giovanili e gruppi indie tra cui gli Arctic Monkeys. Nel 2005, in seguito al successo della gamma Vintage, il primo negozio indipendente di Lyle & Scott è stato aperto a Covent Garden, a Londra, in King Street.
Nel 2007 è stata lanciata la collezione Lyle & Scott Heritage, con un logo più discreto. All'inizio del 2009 ha lanciato la collezione 'Club', una linea da golf rivolta ai giovani golfisti; nello stesso anno fu anche lanciato il sito di e-commerce Lyle & Scott, che offre l'acquisto delle proprie collezioni. Nel gennaio 2011, l'azienda ha partecipato alla sfilata di moda The Brandery a Barcellona.